# Топографічна ізоляція

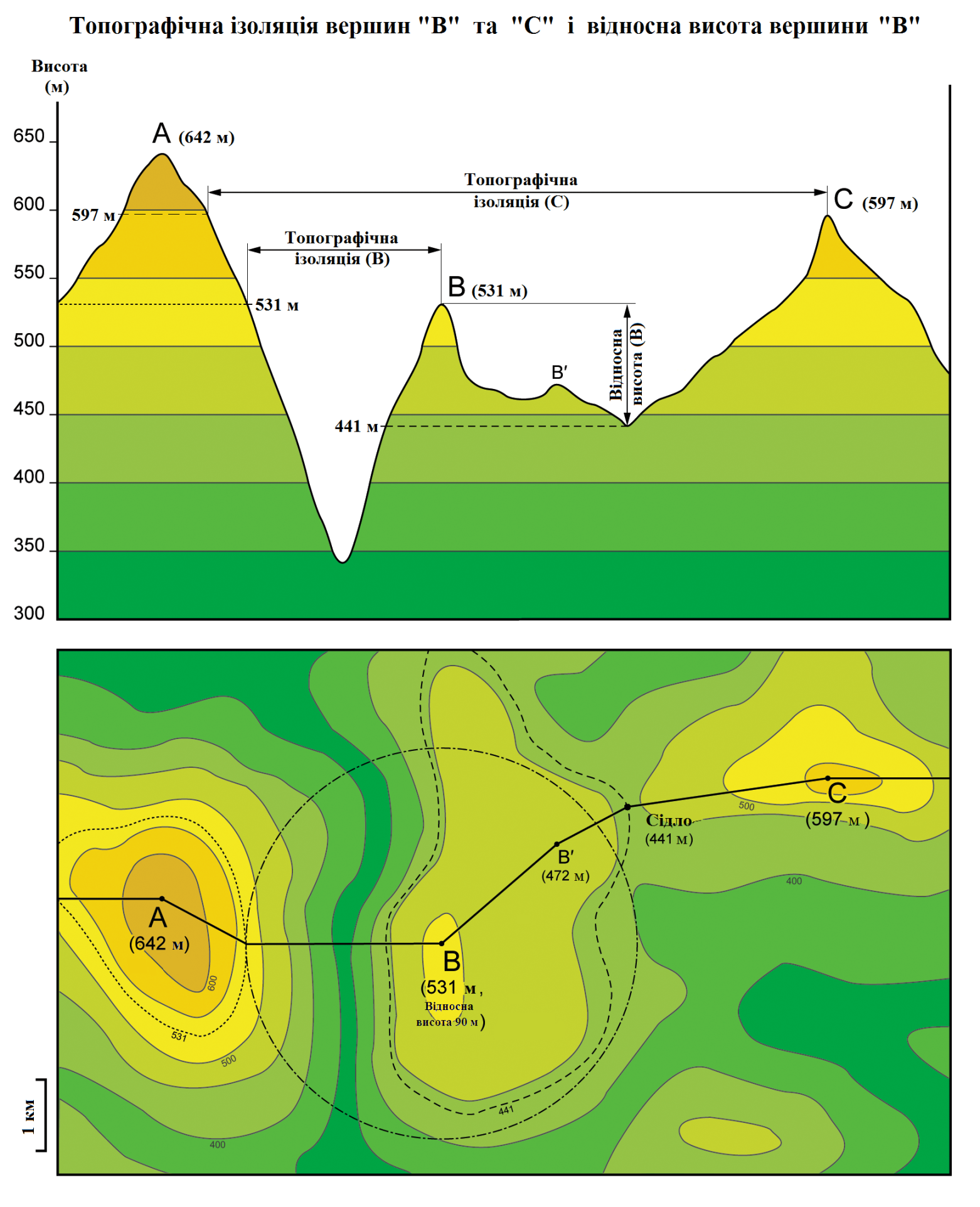
Схематичне зображення топографічної ізоляції вершин «В» та «С» і відносної висоти для вершини «В»

Топографі́чна ізоля́ція або топографі́чне домінува́ння (англ. Topographic isolation, нім. Dominanz) — радіус кола, в якому вершина є панівною, тобто домінує за висотою над сусідніми вершинами чи іншими формами рельєфу. Вона характеризується мінімальною відстанню по горизонталі між найвищою точкою самої гори і найближчою точкою поверхні (схилу) вершини рівної чи більшої висоти.
Топографічна ізоляція може бути розрахована для невеликих пагорбів, островів, а також для великих гірських піків. Топографічна ізоляція може навіть бути розрахована для підводних вершин.
Домінування на додаток до показника самостійності вершини, відомого як prominence, є найважливішим критерієм для класифікації гори як самостійної вершини.

## Приклади
- Гора Говерла, у Східних Карпатах, висотою 2061 м над рівнем моря. Найближча вища вершина — гора П'єтрос, висотою 2303 м, лежить за 63,33 км на південь, тому топографічна ізоляція (домінування) Говерли становитиме 63,33 км[1].
- Найвища вершина Азії і земної кулі Еверест, у Гімалаях, висотою 8848 м над рівнем моря, не має вищої чи рівної за висотою вершини, тому топографічна ізоляція Евереста дорівнюватиме довжині окружності Землі, тобто 40 008 км.
- Найвища гора в Південній Америці Аконкагуа, висотою 6962 м над рівнем моря. Найближча вища вершина — гора Тірич-Мір Західна IV у гірській системі Гіндукуш, висотою 7338 м, лежить за 16 518 км, тому топографічна ізоляція Аконкагуа становитиме 16 518 км[2].
- Монблан, висотою 4810 м, є найвищою горою в Альпах. Найближчі до нього більш високі гори розташовані на Кавказі. Найближча вища вершина, гора Кюкюртлю (4978 м), лежить у західному відрозі масиву Ельбрус (5633 м) за 2812 км, тому топографічна ізоляція Монблана становитиме 2812 км[3].

## Розподіл по країнах
На земній кулі є 86 вершин, які мають величину топографічної ізоляції понад 1000 км. Нижче наведений список з кількох найбільших за площею країн світу та Антарктиди з вершинами, які мають топографічну ізоляцію понад 1000 км, за винятком Канади. Кількість вершин цього типу залежить від типу рельєфу території. Цікавим є випадок з Канадою, яка не має жодної гори цього типу, тому що великі площі її території характеризуються плавними змінами рельєфу.
| - Росія: 8; - Франція та її території: 8; - США: 7; - Австралія: 4; | - Антарктида: 4; - Китай: 3 (всі на кордоні); - Індонезія: 3; - О-ви Святої Єлени: 3; | - Бразилія: 2; - Чилі: 2; - Японія: 2; - Індія: 1; | - Аргентина: 1; - Італія: 1; - Танзанія: 1; - Канада: 0. |

## Ізоляція вершин
У цій таблиці наведено сортовані 40 найбільш топографічно ізольованих вершин Землі.
| Ранг | Вершина          | Материк, Острів  | Країна                                              | Висота, м | Відносна висота, м | Ізоляція, км | Вища вершина        |
| ---- | ---------------- | ---------------- | --------------------------------------------------- | --------- | ------------------ | ------------ | ------------------- |
| 1    | Еверест          | Євразія          | КНР / Непал                                         | 8848      | 8848               | 40 008,00    | —                   |
| 2    | Аконкагуа        | Пд. Америка      | Аргентина                                           | 6962      | 6962               | 16 517,62    | Тірич-Мір           |
| 3    | Деналі           | Пн. Америка      | США (Аляска)                                        | 6193,54   | 6149               | 7450,24      | Янамакс             |
| 4    | Кіліманджаро     | Африка           | Танзанія                                            | 5895      | 5885               | 5509,7       | Куг-є Шасгал        |
| 5    | Пунчак-Джая      | Нова Гвінея      | Індонезія                                           | 4884      | 4884               | 5261,65      | Юйлунсюешань        |
| 6    | Масив Вінсон     | Антарктида       | Антарктида                                          | 4892      | 4892               | 4911,37      | Ріско Платеадо      |
| 7    | Орохена          | Таїті            | Французька Полінезія                                | 2241      | 2241               | 4128,07      | Нґауругоє           |
| 8    | Мауна-Кеа        | Гаваї            | США (Гаваї)                                         | 4205,02   | 4205,02            | 3946,92      | Шаста               |
| 9    | Гуннбйорн        | Ґренландія       | Гренландія                                          | 3694      | 3694               | 3254,12      | Веттерхорн          |
| 10   | Гора Кука        | о. Південний     | Нова Зеландія                                       | 3754      | 3754               | 3139,82      | Адам                |
| 11   | Табана-Нтленьяна | Африка           | Лесото                                              | 3482      | 2390               | 3003,28      | Лулмаласін          |
| 12   | Теревака         | о. Пасхи         | Чилі                                                | 506       | 506                | 2836,17      | Лос-Іноцентес       |
| 13   | Монблан          | Євразія          | Франція / Італія                                    | 4810      | 4697               | 2812,04      | Кюкюртлю            |
| 14   | Пітон-де-Неж     | о. Реюньйон      | Франція                                             | 3069      | 3069               | 2767,30      | Ґянтс-Кастле        |
| 15   | Ключевська Сопка | Євразія          | Росія (Камчатка)                                    | 4750      | 4649               | 2748,28      | Форакер ПдЗ         |
| 16   | Орісаба          | Пн. Америка      | Мексика                                             | 5636      | 4922               | 2690,27      | Сімон-Болівар       |
| 17   | Королеви Марії   | Тристан-да-Кунья | Острови Святої Єлени, Вознесіння і Тристан-да-Кунья | 2060      | 2060               | 2665,34      | Карсе               |
| 18   | Вітні            | Пн. Америка      | США (Каліфорнія)                                    | 4421      | 3072,38            | 2649,47      | Невадо-де-Толука    |
| 19   | Кінабалу         | Борнео           | Малайзія                                            | 4095      | 4095               | 2513,07      | Нгга-Пілімсіт       |
| 20   | Ельбрус          | Євразія          | Росія                                               | 5642      | 4741               | 2472,69      | Пік Аґасіс          |
| 21   | Бандейра         | Пд. Америка      | Бразилія                                            | 2892      | 2647               | 2344,10      | Пік 2960            |
| 22   | Камерун          | Африка           | Камерун                                             | 4040      | 3901               | 2337,92      | Мікено              |
| 23   | Пейджет          | Пд. Джорджія     | Південна Джорджія та Південні Сандвічеві острови    | 2915      | 2915               | 2266,44      | Велч                |
| 24   | Сілісілі         | Саваї            | Самоа                                               | 1858      | 1858               | 2245,18      | Табвемасана         |
| 25   | Уаскаран         | Пд. Америка      | Перу                                                | 6746      | 2776               | 2196,26      | Охос-дель-Саладо    |
| 26   | Анамуді          | Євразія          | Індія                                               | 2695      | 2480               | 2115,33      | Тераї               |
| 27   | Тубкаль          | Африка           | Марокко                                             | 4167      | 3755               | 2078,45      | Луйґі-Амедео        |
| 28   | Фудзі            | Хонсю            | Японія                                              | 3776      | 3776               | 2076,66      | Хусган              |
| 29   | Емі-Кусі         | Африка           | Чад                                                 | 3445      | 2934               | 1998,76      | Камерун             |
| 30   | Моусон           | о. Херд          | Острів Херд і острови Макдональд                    | 2745      | 2745               | 1921,63      | Макмастер[уточнити] |
| 31   | Мітчелл          | Пн. Америка      | США (Пн. Кароліна)                                  | 2037,31   | 1856,54            | 1913,48      | Лон-Бутте           |
| 32   | Керінчі          | Суматра          | Індонезія                                           | 3805      | 3805               | 1904,84      | Кінабалу            |
| 33   | Агріхан          | Агріхан          | Північні Маріанські Острови                         | 965       | 965                | 1897,99      | Амаґі-сан           |
| 34   | Косцюшко         | Австралія        | Австралія                                           | 2228      | 2228               | 1894,83      | Тутоко              |
| 35   | Олавтоппен       | о. Буве          | Острів Буве                                         | 780       | 780                | 1851,20      | Пік Единбург        |
| 36   | Найвища точка    | о. Джарвіс       | Зовнішні малі острови США                           | 7         | 7                  | 1848,55      | Лата                |
| 37   | Маскарін         | о. Принц Едвард  | ПАР                                                 | 1230      | 1230               | 1847,77      | Кокскомб            |
| 38   | Зелена гора      | о. Вознесіння    | Острови Святої Єлени, Вознесіння і Тристан-да-Кунья | 859       | 859                | 1842,26      | Німба               |
| 39   | Народна          | Євразія          | Росія                                               | 1895      | 1772               | 1835,59      | Катотякка           |
| 40   | Юйшань           | Тайвань          | Тайвань                                             | 3952      | 3952               | 1814,83      | Пік 4030            |

## Галерея

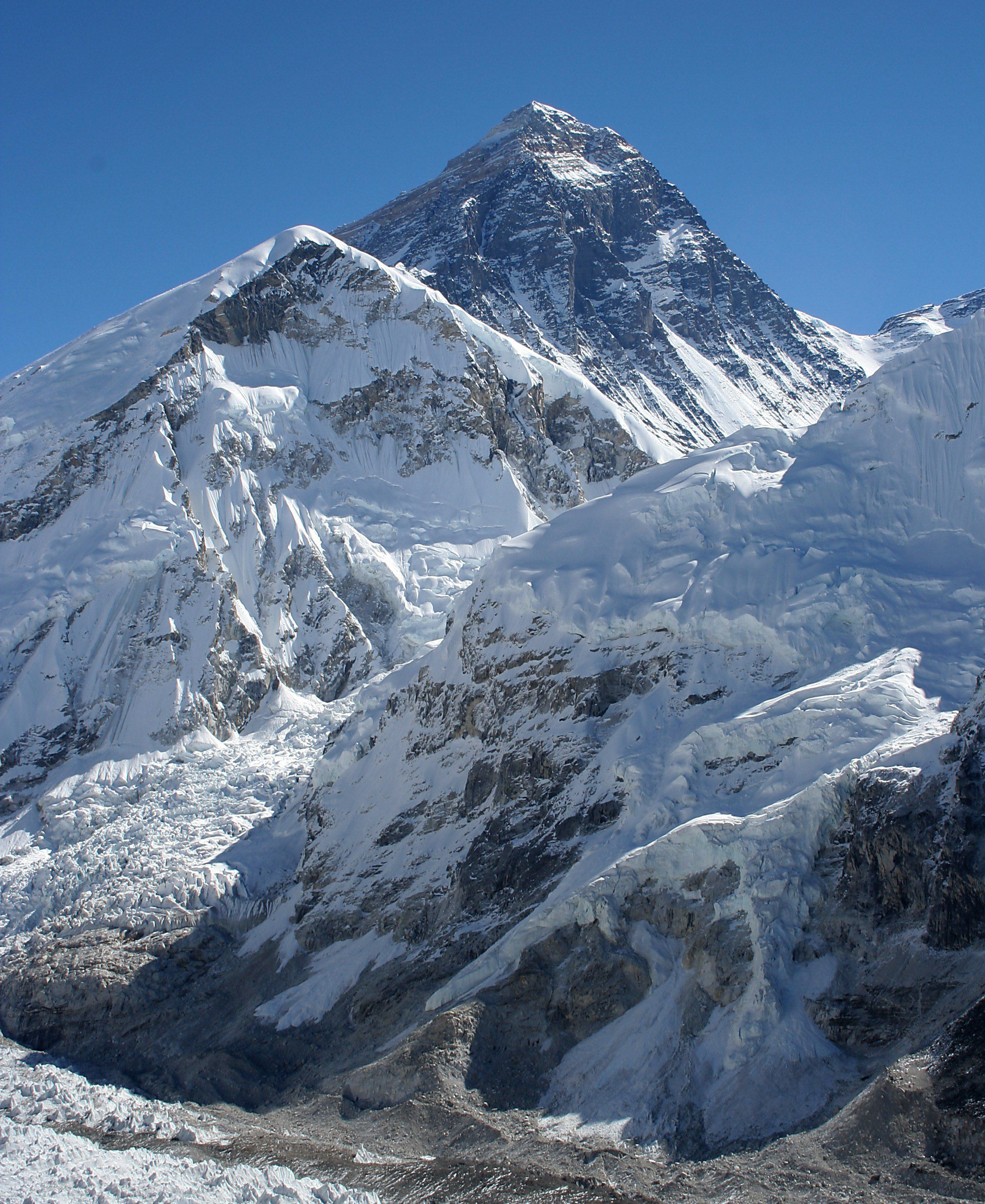
1. Еверест, найвища вершина на Землі.
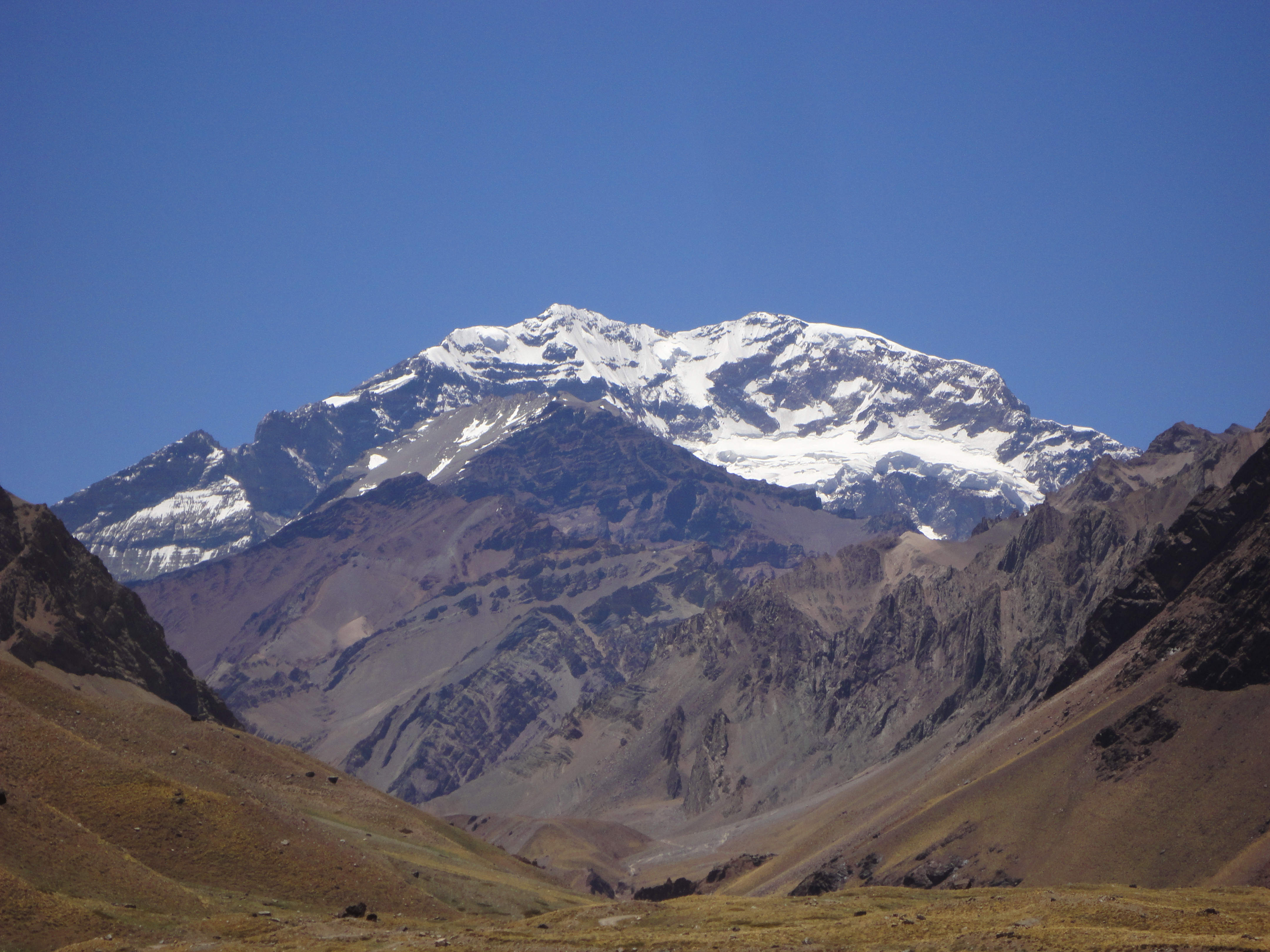
2. Аконкагуа, найвища гора Західної півкулі.
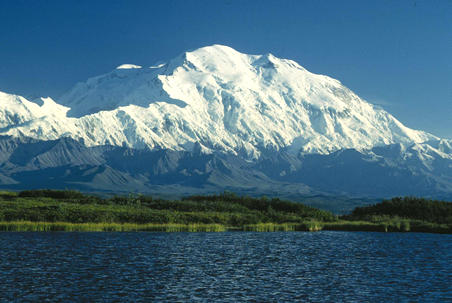
3. Деналі, найвища вершина Північної Америки.
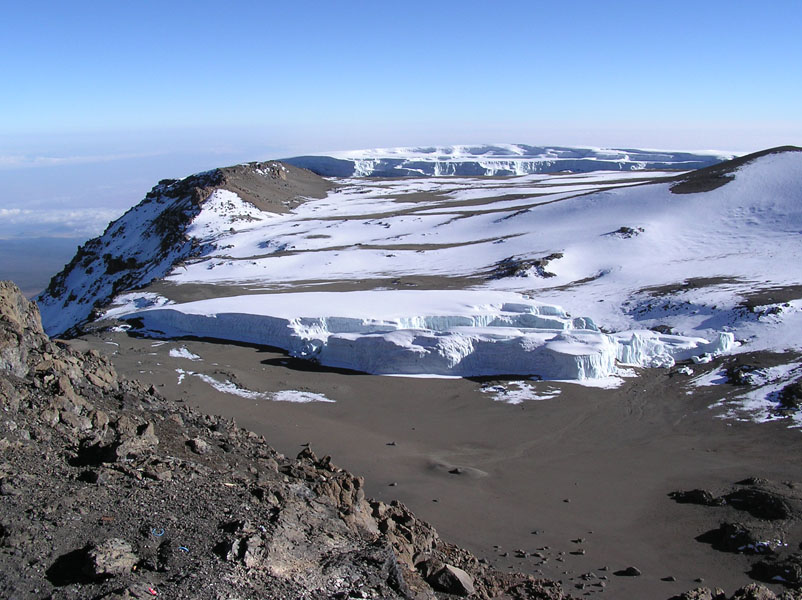
4. Кіліманджаро, найвища гора Африки.
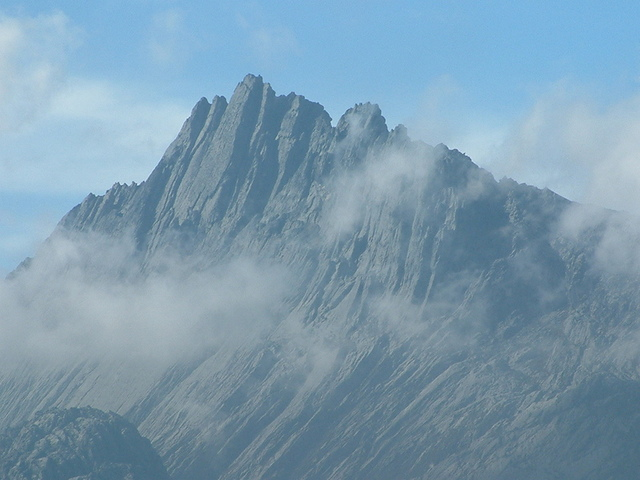
5. Пунчак-Джая на Новій Гвінеї, найвища острівна гора.
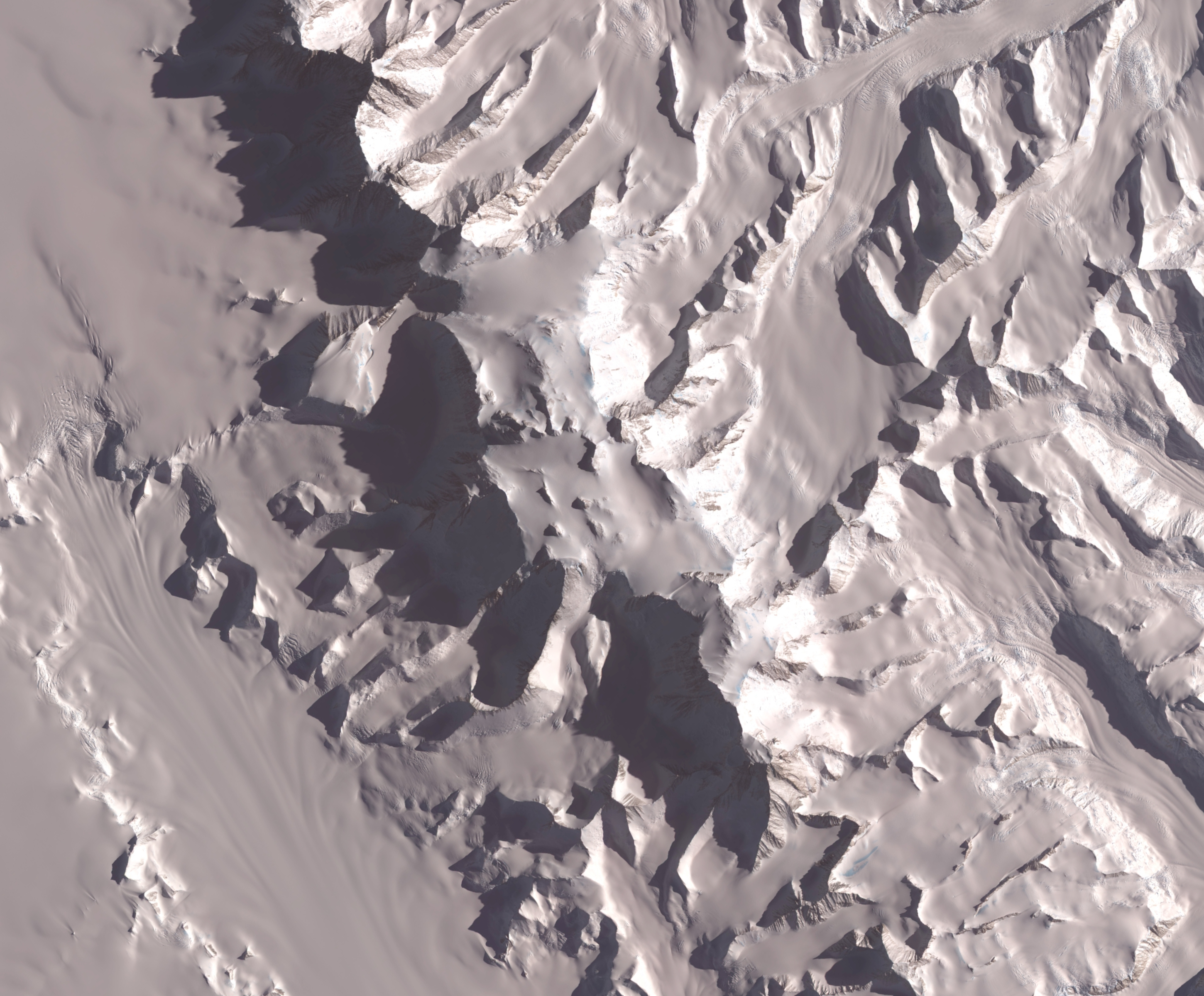
6. Масив Вінсон, найвища вершина Антарктики.
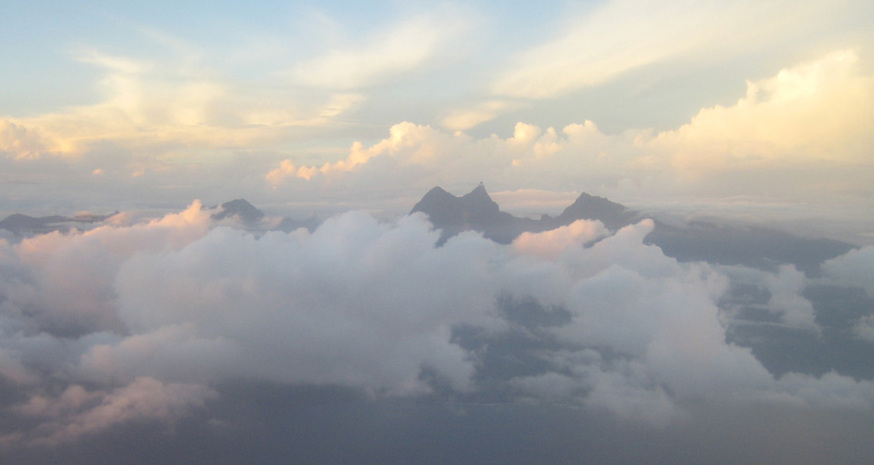
7. Орохена на Таїті, найвищий пік Французької Полінезії.
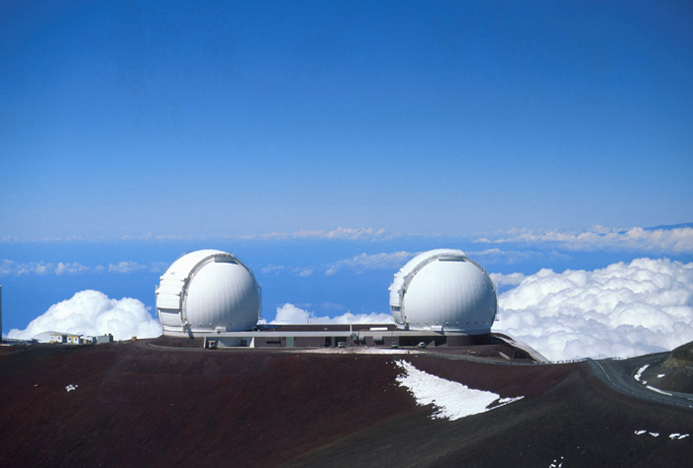
8. Мауна-Кеа на Гаваях, найвища гора на Землі, виміряна від основи до вершини.
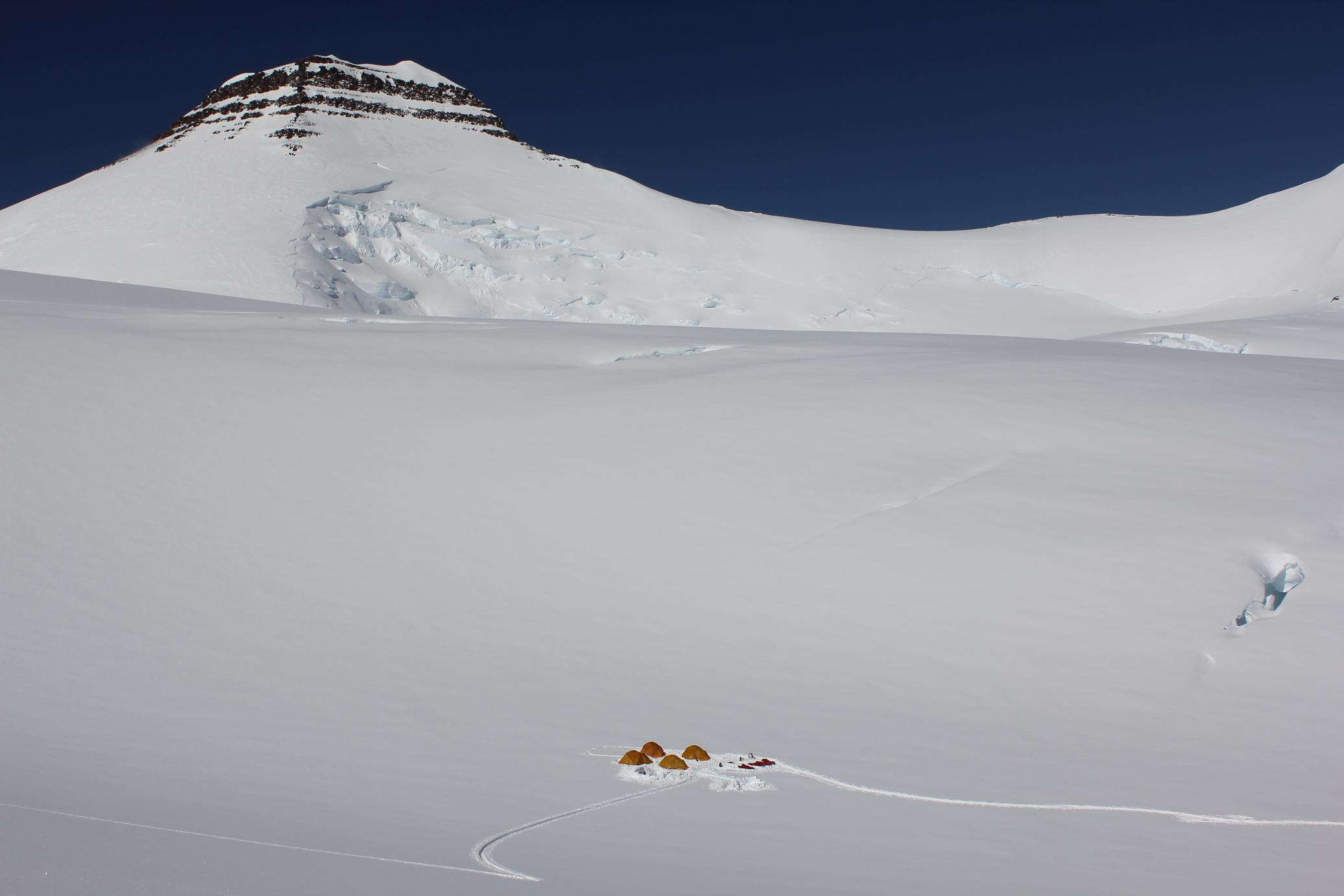
9. Гуннбйорн на о. Ґренландія, найвищий пік Арктики.
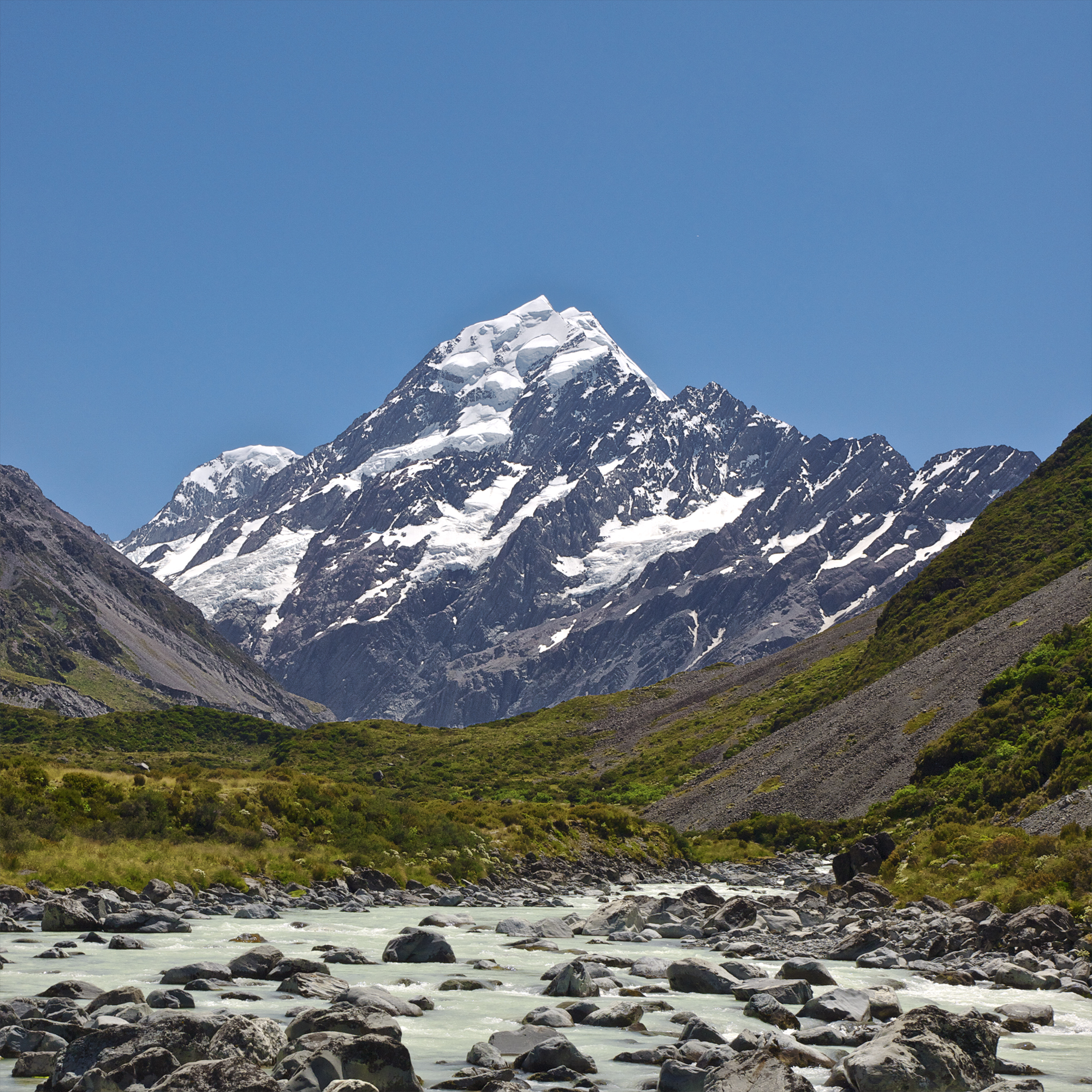
10. Гора Кука на о. Південний, найвищий пік в Новій Зеландії.
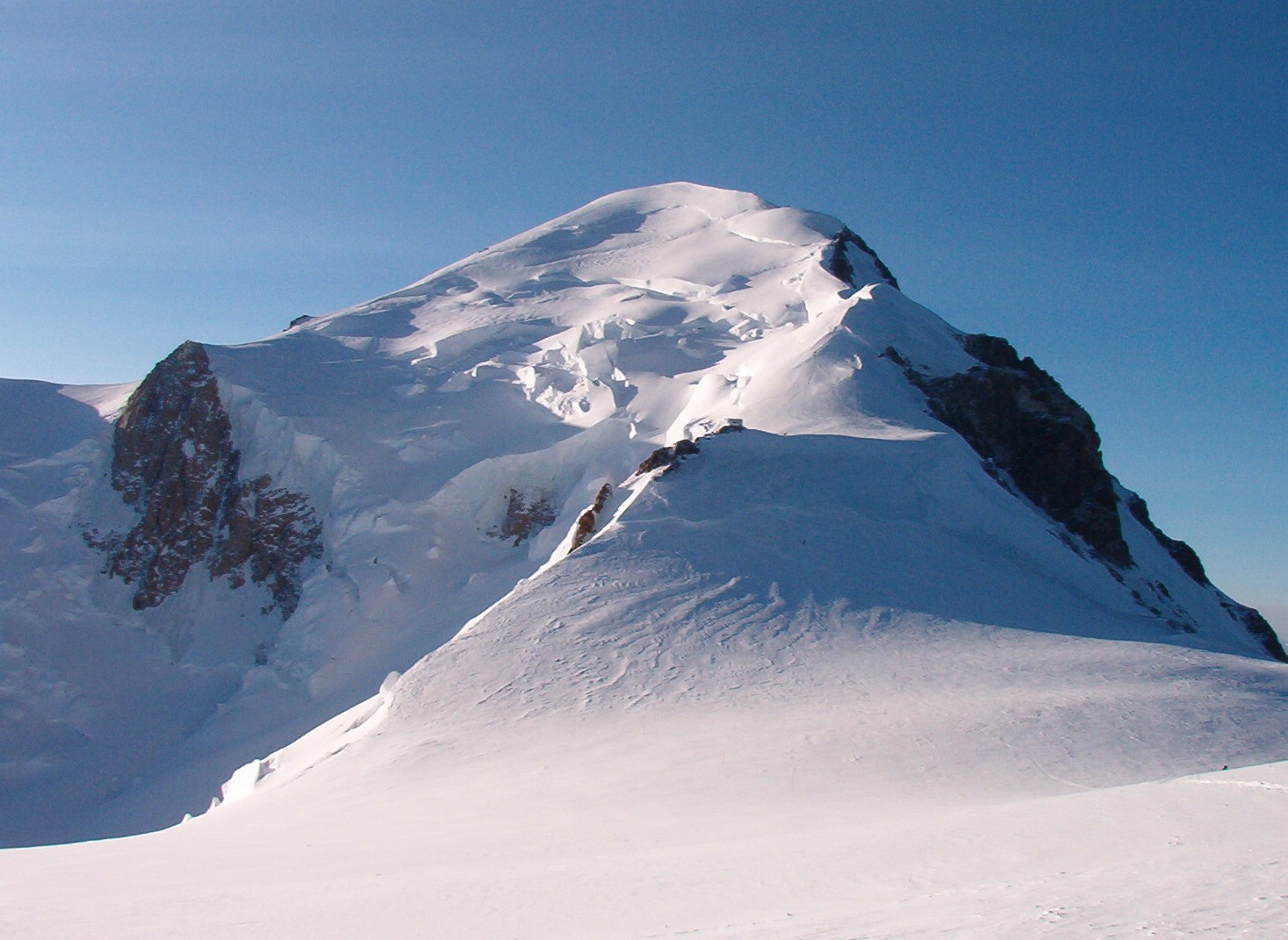
11. Монблан, найвища вершина Західної Європи.
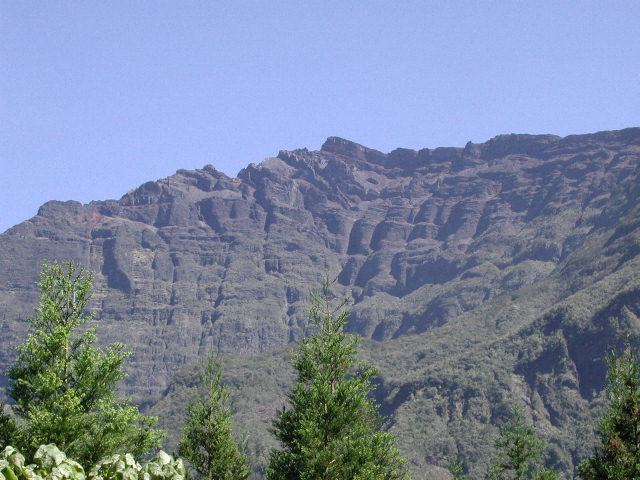
12. Пітон-де-Неж, вершина о. Реюньйон.
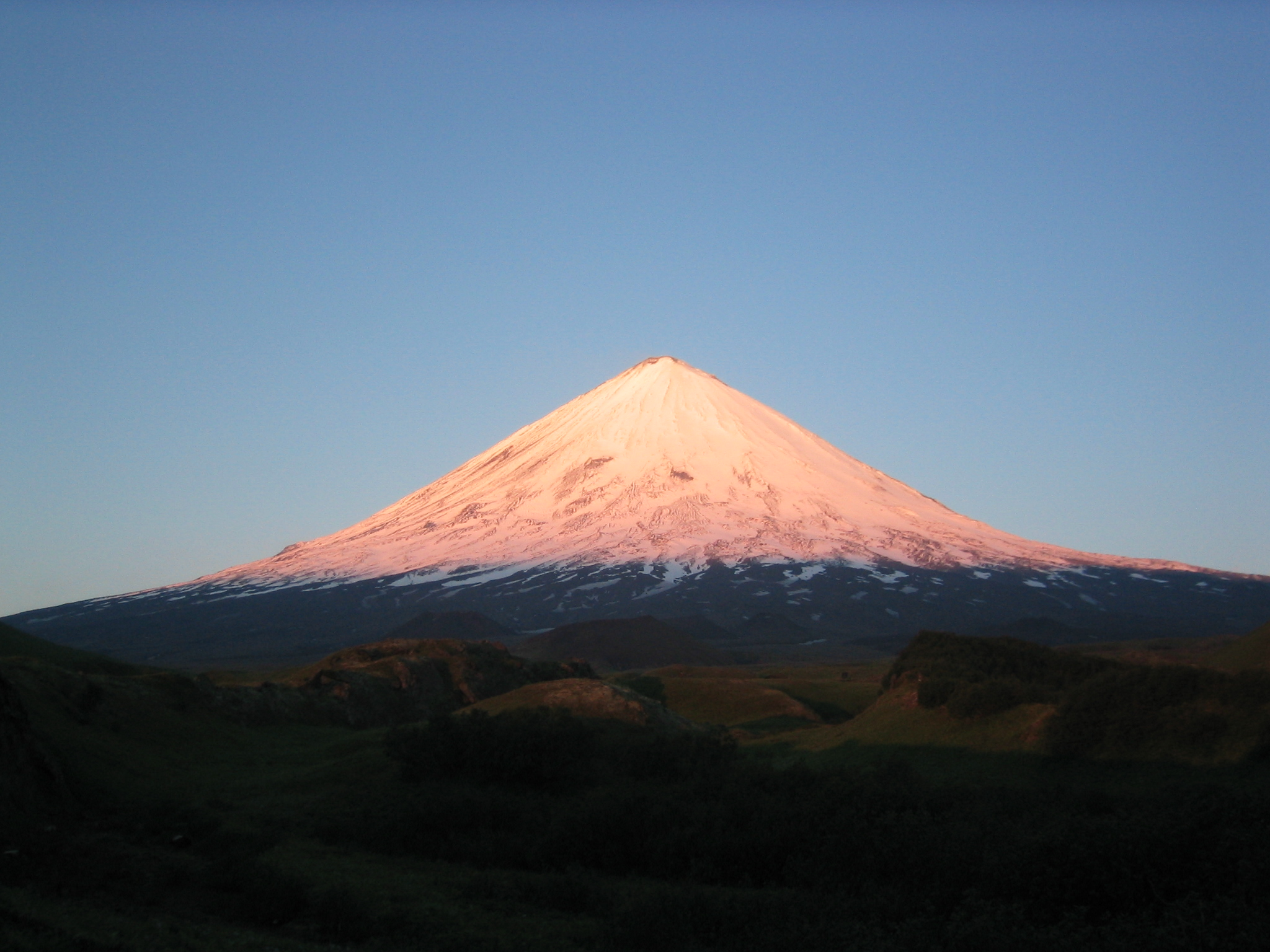
13. Ключевська Сопка, найвища вершина Камчатки.
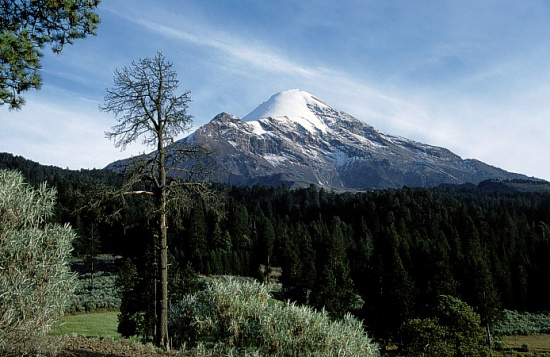
14. Орісаба, найвища вершина Мексики.
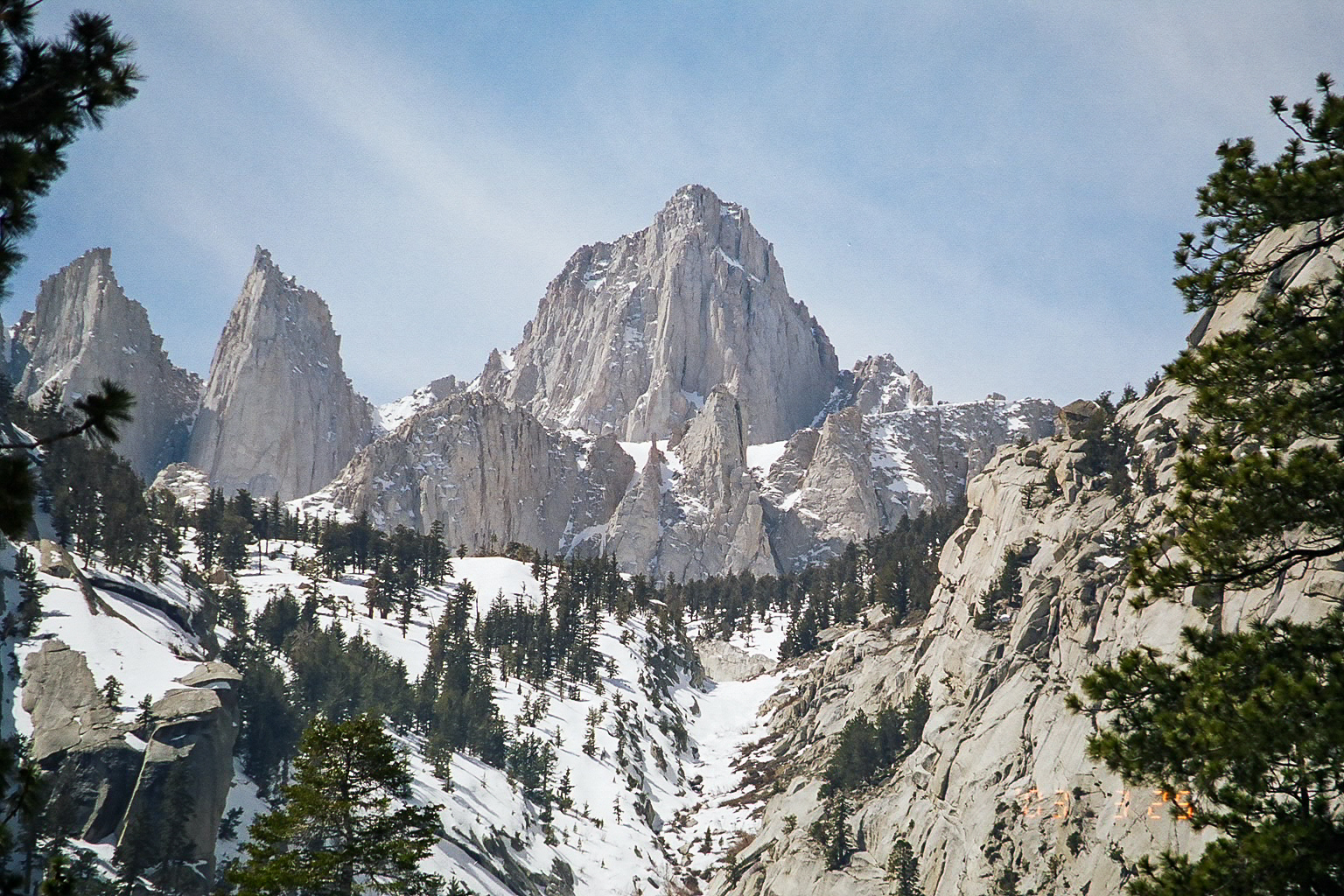
15. Вітні, найвища вершина Континентальних штатів.
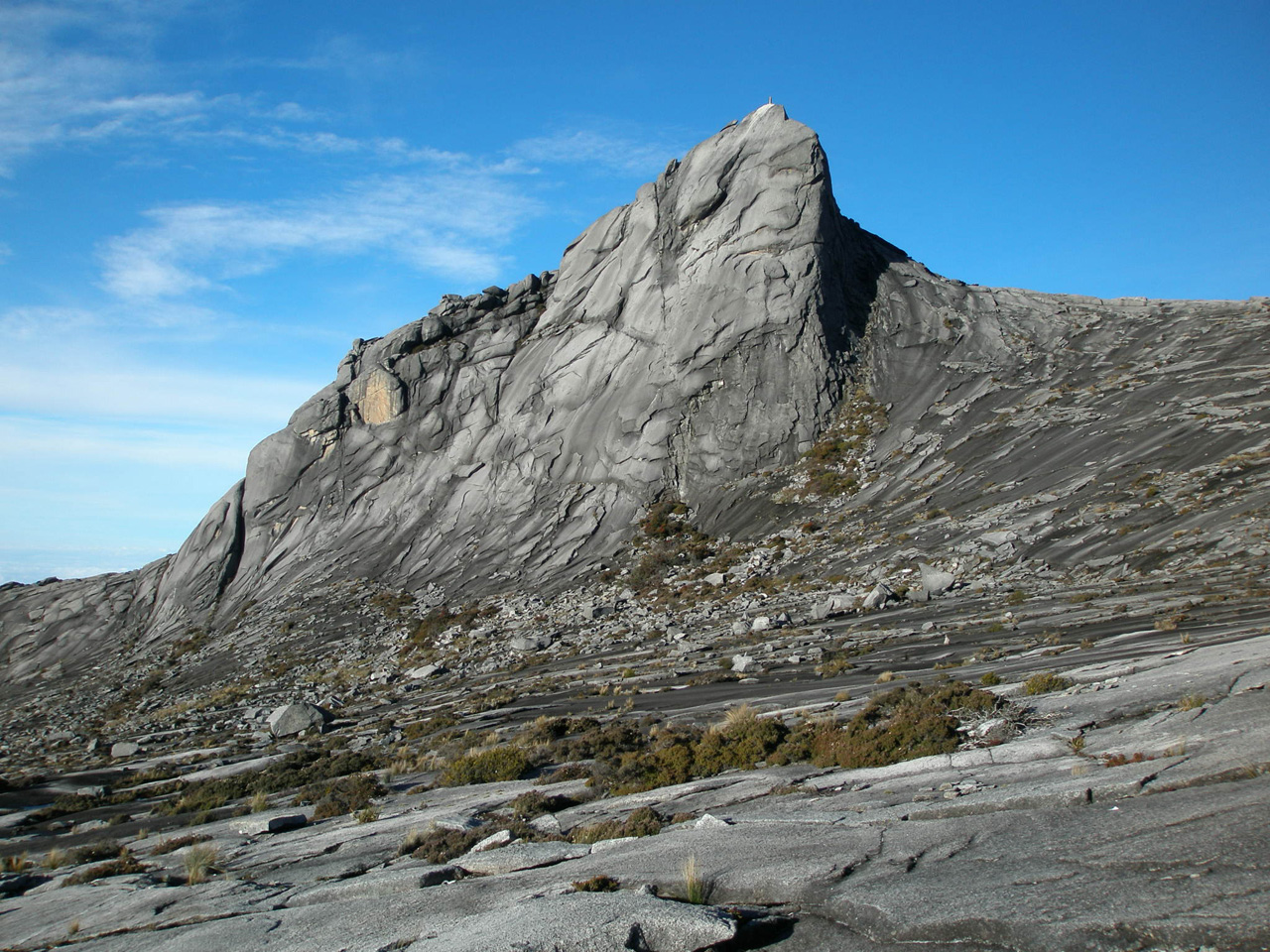
16. Кінабалу, найвища вершина о. Борнео.
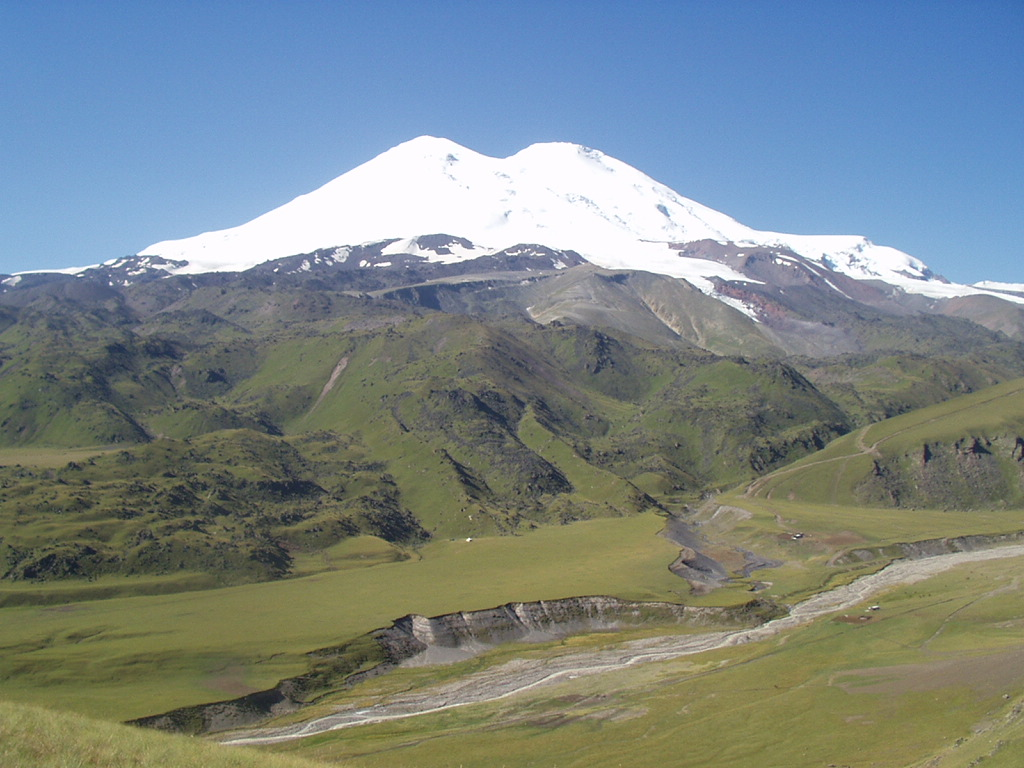
17. Ельбрус, найвища вершина Європи.
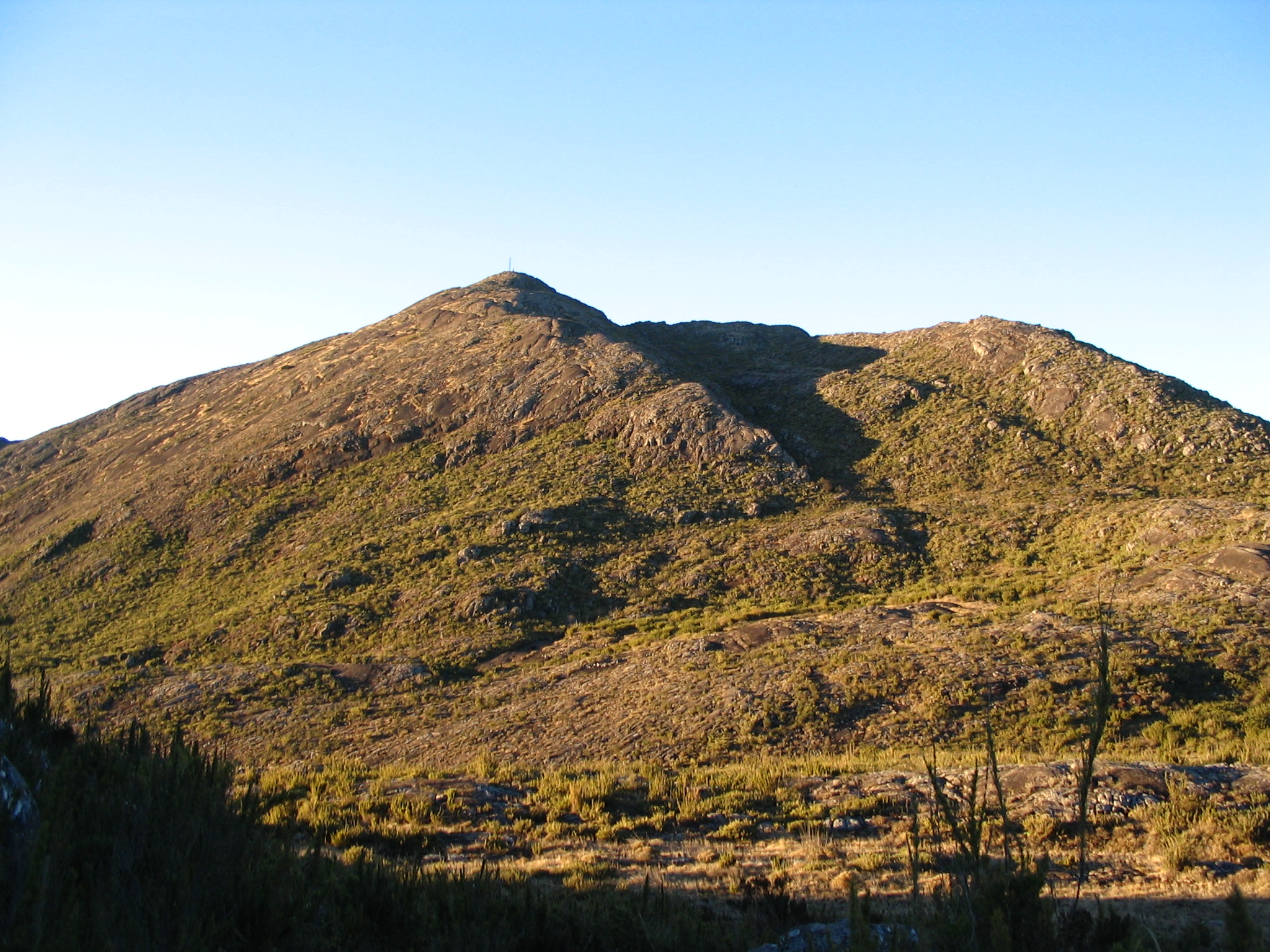
18. Бандейра, найвища вершина Бразилії.
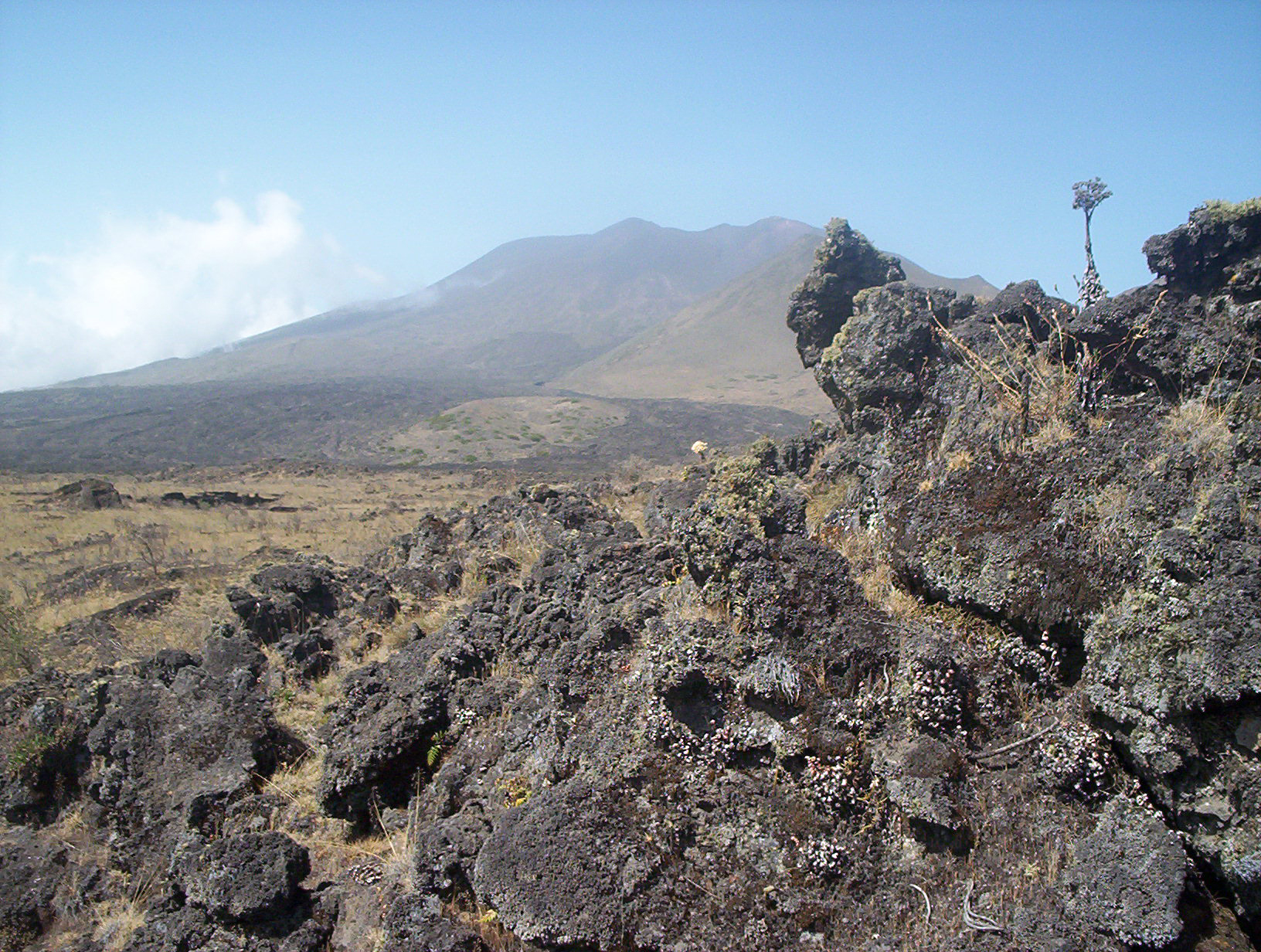
19. Камерун, найвища вершина Камеруну.
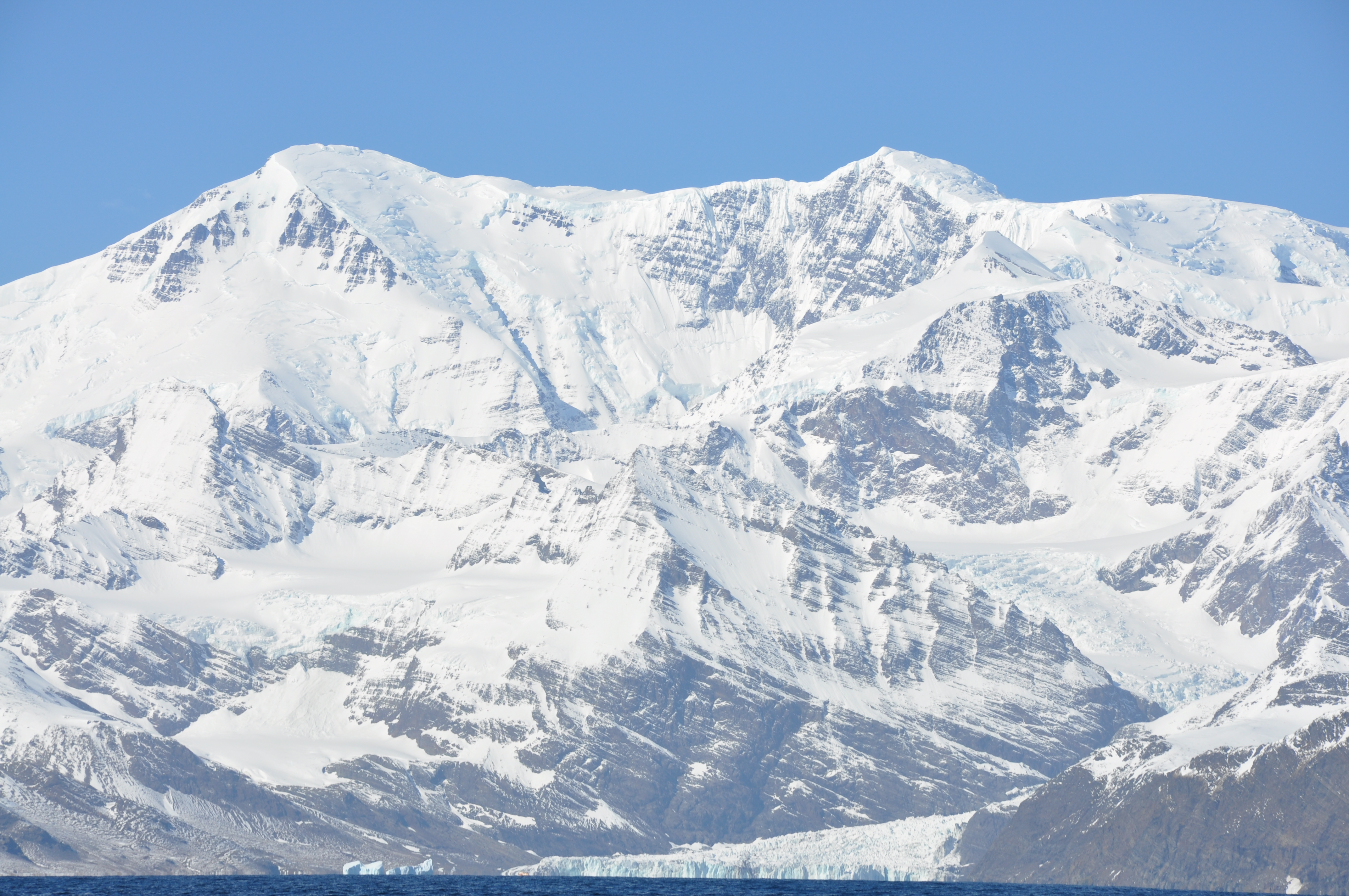
20. Пейджет в Пд. Джорджії, найвищий пік Південного Атлантичного океану.